# Colomb
Colomb is een historisch merk van scooters en motorfietsen.
De bedrijfsnaam was: Société Colomb, Parijs
Colomb was een klein Frans merk dat van 1950 tot 1954 een gering aantal lichte motorfietsen en scooters produceerde.